# Hotel de Corswarem

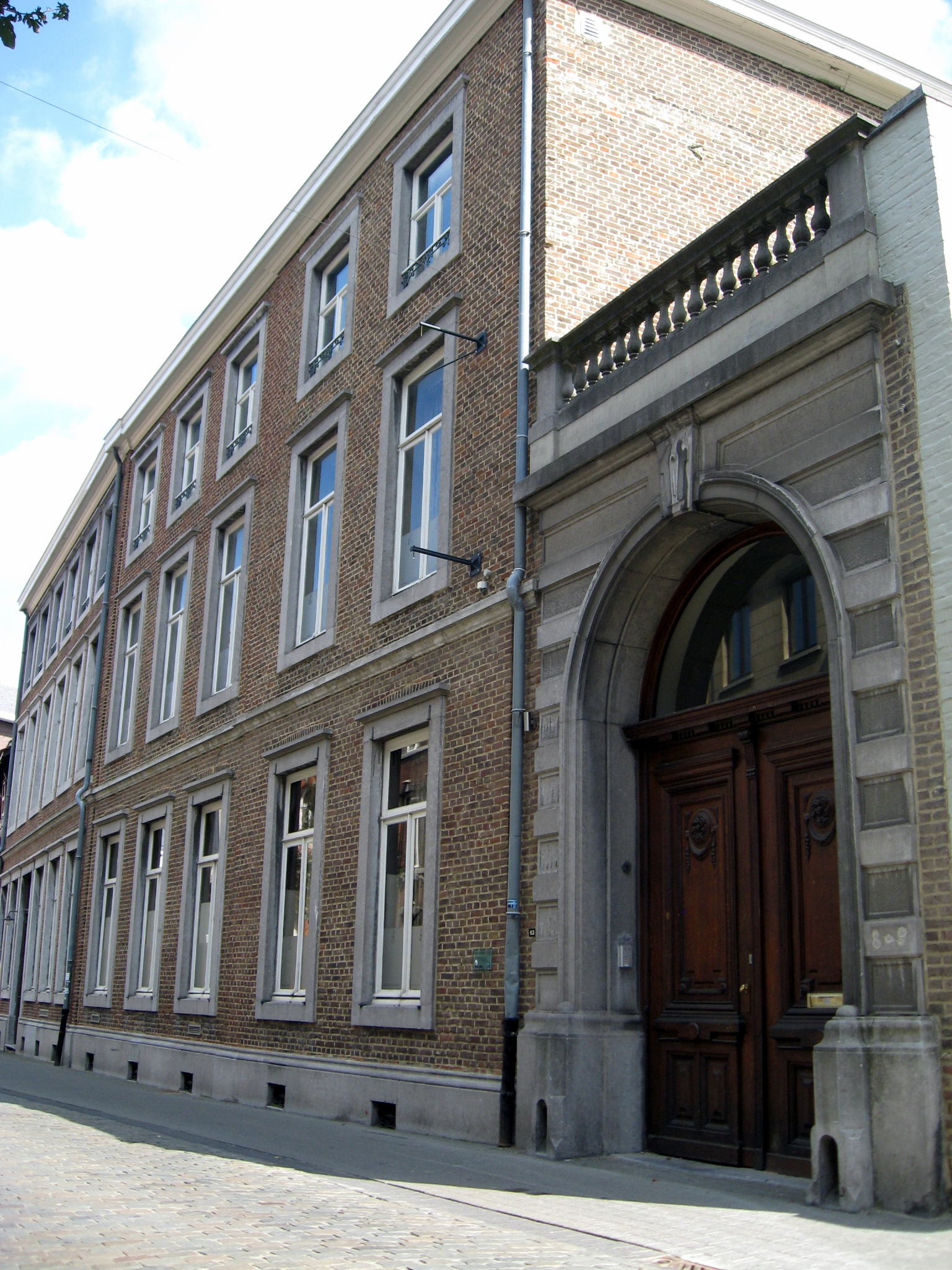
Hotel de Corswarem

Het Hotel de Corswarem (ook: Huis de Corswarem) is een huis aan de Maastrichterstraat 61-63 te Hasselt.

## Geschiedenis
Vroeger bestond dit pand uit twee huizen. In het linkergedeelte woonde de politicus Guillaume de Corswarem. Omstreeks 1860 werd dit gebouwd. Rechts hiervan bevonden zich een huis, dat in de 18e eeuw verdeeld was in De Kleyne Munthamel en De Groote Munthamel, waarin zich twee woningen bevonden.
Het was de zoon van Guillaume, namelijk Adrien de Corswarem, die deze huizen opkocht en liet afbreken. Vervolgens werd de rechtervleugel (einde 19e eeuw) in plaats daarvan gebouwd. Aldus ontstond een gebouw dat de rijkdom van de familie uitstraalde.
Tijdens de Eerste Wereldoorlog werd het huis gebruikt als mess voor Duitse officieren. Later werd het gebouw nog gebruikt als rechtbank, muziekconservatorium en stadsarchief. De gemeente Hasselt, die het gebouw toen reeds in bezit had, liet het restaureren en het werd een centrum voor het Limburgse bedrijfsleven.
Het gebouw bevat enkele belangrijke zalen, namelijk een salon in neogotische stijl met een merkwaardige schouw en stucwerk op het plafond, en de Salon van de Corswarem met een deel in neoclassicistische en een deel in neorenaissancestijl.